# Bussy-le-Château
Pour les articles homonymes, voir Bussy.
Bussy-le-Château est une commune française, située dans le département de la Marne en région Grand Est.
Les habitants de Bussy-le-Château sont des Bussinais(masculin) ou Bussinaises(féminin).

## Géographie
La commune est située sur les rives de la Noblette, à 7 km, à 4 km en amont de La Cheppe et 3 km en aval de Saint-Remy-sur-Bussy si on suit le tracé de la rivière.
Elle se trouve à la limite occidentale de l'Argonne, à 30 km de Sainte-Ménéhould.
|           | Suippes          |                      |
| La Cheppe | Bussy-le-Château | Saint-Rémy-sur-Bussy |
|           | Courtisols       |                      |

### Hydrographie

#### Réseau hydrographique
La commune est dans la région hydrographique « la Seine du confluent de l'Oise (inclus) à l'embouchure » au sein du bassin Seine-Normandie. Elle est drainée par la Noblette et le Marsenet,.
La Noblette, d'une longueur de 22 km, prend sa source dans la commune de Saint-Remy-sur-Bussy et se jette  dans la Vesle à Vadenay, après avoir traversé cinq communes. 

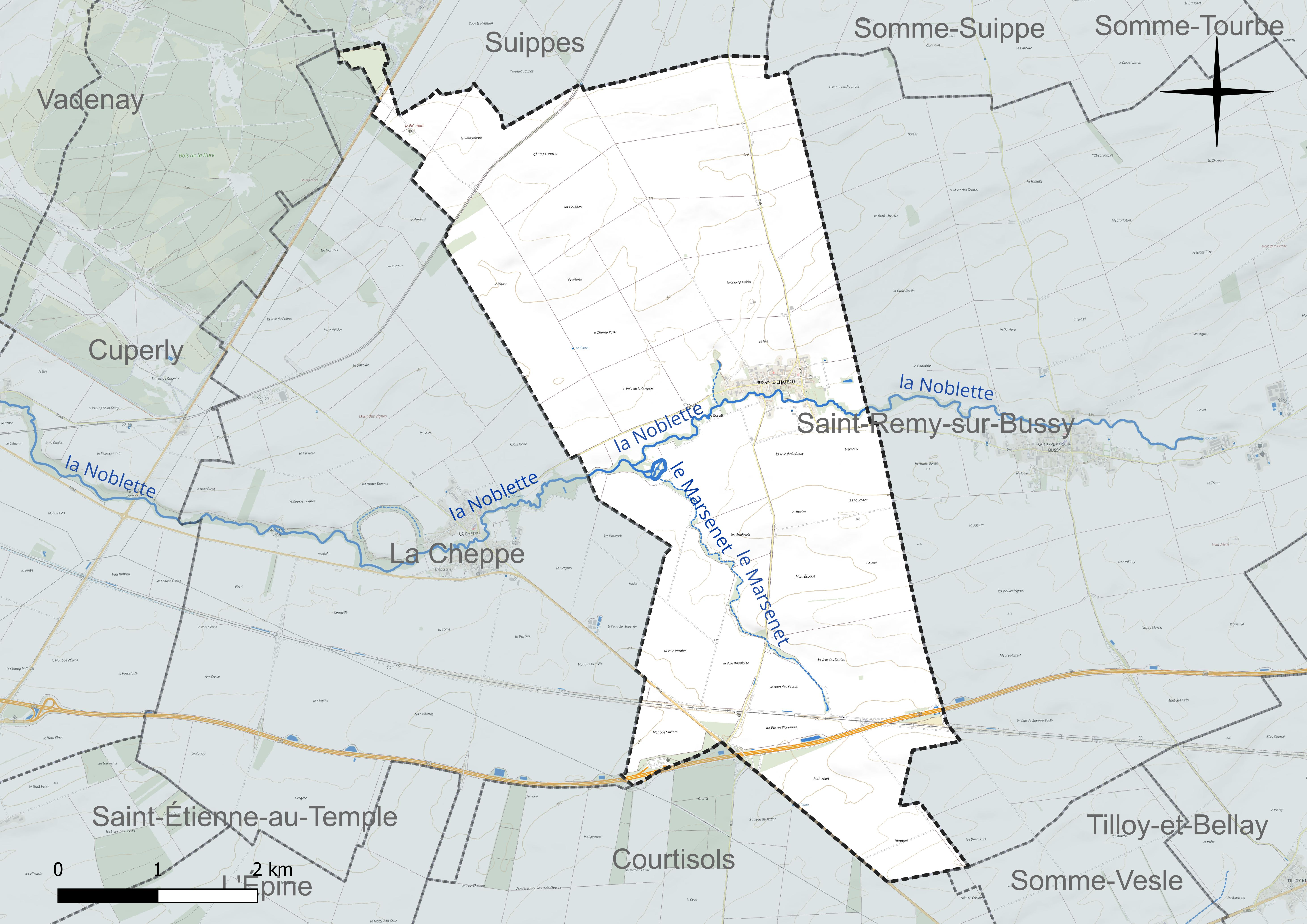
Réseau hydrographique de Bussy-le-Château.

#### Gestion et qualité des eaux
Le territoire communal est couvert par le schéma d'aménagement et de gestion des eaux (SAGE) « Aisne Vesle Suippe ». Ce document de planification, dont le territoire s’étend sur 3 096 km2 répartis sur trois départements (Aisne, Marne et Ardennes) et deux régions (Champagne-Ardenne et Picardie), a été approuvé le 16 décembre 2013. La structure porteuse de l'élaboration et de la mise en œuvre est le Syndicat d’aménagement des bassins Aisne Vesle Suippe (SIABAVES). 
La qualité des cours d’eau peut être consultée sur un site dédié géré par les agences de l’eau et l’Agence française pour la biodiversité. 

### Climat
Pour des articles plus généraux, voir Climat du Grand Est et Climat de la Marne.
En 2010, le climat de la commune est de type climat océanique dégradé des plaines du Centre et du Nord, selon une étude du Centre national de la recherche scientifique s'appuyant sur une série de données couvrant la période 1971-2000. En 2020, Météo-France publie une typologie des climats de la France métropolitaine dans laquelle la commune est exposée à un climat océanique altéré et est dans la région climatique  Nord-est du bassin Parisien, caractérisée par un ensoleillement médiocre, une pluviométrie moyenne régulièrement répartie au cours de l’année et un hiver froid (3 °C). 
Pour la période 1971-2000, la température annuelle moyenne est de 10,2 °C, avec une amplitude thermique annuelle de 16 °C. Le cumul annuel moyen de précipitations est de 745 mm, avec 12,1 jours de précipitations en janvier et 8,6 jours en juillet. Pour la période 1991-2020, la température moyenne annuelle observée sur la station météorologique de Météo-France la plus proche, « Somme-Vesle », sur la commune de Somme-Vesle à 9 km à vol d'oiseau, est de 10,7 °C et le cumul annuel moyen de précipitations est de 782,0 mm. 
La température maximale relevée sur cette station est de 41,5 °C, atteinte le 25 juillet 2019 ; la température minimale est de −17,6 °C, atteinte le 21 février 1994,,. 
Les paramètres climatiques de la commune ont été estimés pour le milieu du siècle (2041-2070) selon différents scénarios d'émission de gaz à effet de serre à partir des nouvelles projections climatiques de référence DRIAS-2020. Ils sont consultables sur un site dédié publié par Météo-France en novembre 2022.

## Urbanisme

### Typologie
Au 1er janvier 2024, Bussy-le-Château est catégorisée commune rurale à habitat dispersé, selon la nouvelle grille communale de densité à sept niveaux définie par l'Insee en 2022.
Elle est située hors unité urbaine. Par ailleurs la commune fait partie de l'aire d'attraction de Châlons-en-Champagne, dont elle est une commune de la couronne,. Cette aire, qui regroupe 97 communes, est catégorisée dans les aires de 50 000 à moins de 200 000 habitants,.

### Occupation des sols
L'occupation des sols de la commune, telle qu'elle ressort de la base de données européenne d’occupation biophysique des sols Corine Land Cover (CLC), est marquée par l'importance des territoires agricoles (98,1 % en 2018), une proportion sensiblement équivalente à celle de 1990 (97,6 %). La répartition détaillée en 2018 est la suivante : 
terres arables (98,1 %), zones urbanisées (1,3 %), milieux à végétation arbustive et/ou herbacée (0,6 %), forêts (0,1 %). L'évolution de l’occupation des sols de la commune et de ses infrastructures peut être observée sur les différentes représentations cartographiques du territoire : la carte de Cassini (XVIIIe siècle), la carte d'état-major (1820-1866) et les cartes ou photos aériennes de l'IGN pour la période actuelle (1950 à aujourd'hui).

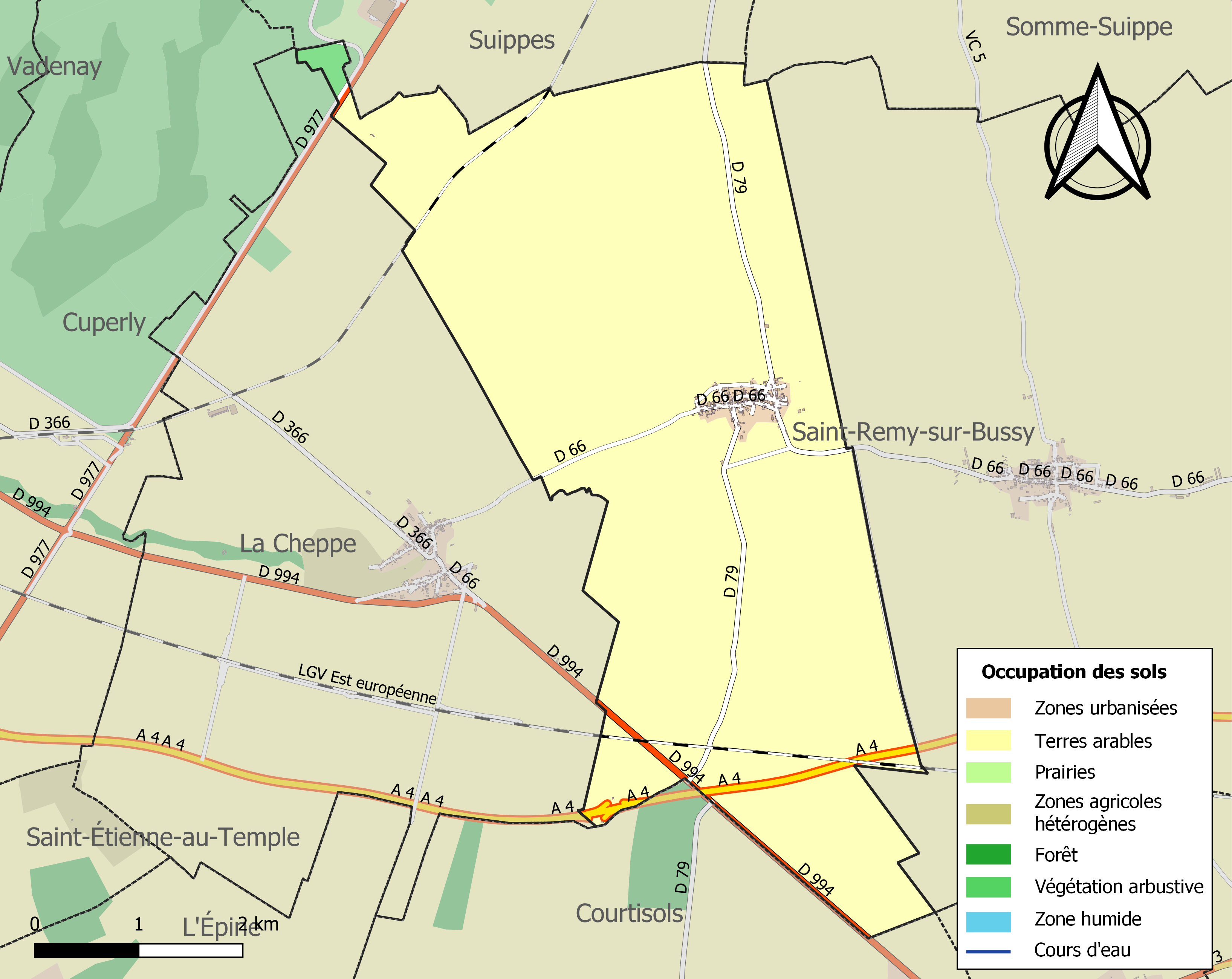
Carte des infrastructures et de l'occupation des sols de la commune en 2018 (CLC).

## Toponymie
- vers 850 : Buxidum
- vers 1066 : Buxitum Castelleum Municipium Buxiti Castri
- vers 1092 : Bussiacum
- 1124-1130 : Buxeium
- 1133-1142 : Busseium
- 1161-1172 : Buissi
- 1164 : Villa Buseti
- 1170 : Buisseyum ou Buiseium
- 1170 : Buxi
- 1172 : Bussey
- 1186 : Buxi
- 1248 : Bussi Castrum
- vers 1274 : Boissi-Le-Chatel
- 1299 : Bauscis
- 1314 : Bussy-Le-Chastel
- 1352 : Buissy (ou?) Buyssi
- 1392 : Buxi-Le-Chastel en champagne
- 1396 : Buissy-Le-Chastel
- 1405 : Buissiacum Castrum
- 1546 : Bussy-En-Champagne
- 1794 : Bussy-Les-Mottes

Le nom Bussy vient de bu (bois) et yd (lieu habité).
Bussy-le-Château tire son nom d'un ancien fort qui paraît avoir été considérable ; on l'a appelé, après la révolution de 1789, Bussy-les-Mottes, à cause de cinq grosses buttes qui étaient rangées en file le long de la rivière, au milieu du village.
| Durant la Révolution, pour suivre le décret de la Convention du 25 vendémiaire an II invitant les communes ayant des noms pouvant rappeler les souvenirs de la royauté, de la féodalité ou des superstitions, à les remplacer par d'autres dénominations, la commune change de nom pour Bussy-les-Mottes. |

## Histoire
Le doyenné de Bussy-le-Château et ceux de Châlons, de Coole et de Vitry-en-Perthois furent les quatre circonscriptions ecclésiastiques qui formèrent le grand archidiaconé de Châlons.
Le doyenné de Bussy comptait notamment les paroisses de La Cheppe, Coulmier (rattachée à Mutigny pour former La Chaussée-sur-Marne), Coupéville, Courtisols, La Croix-en-Champagne, Dampierre-au-Temple, L'Epine, Le Fresne, Isle-sur-Marne, Juvigny, Marson, Pogny, Recy, Saint-Étienne-au-Temple, Saint-Remy-sur-Bussy, Sarry, Somme-Vesle, Tilloy-et-Bellay, Vésigneul-sur-Marne, La Veuve.
Vers 1066, Raoul de Crépy comte de Valois-Vexin-Amiens est seigneur de Bussy. Ses successeurs (et en partie ses descendants) sont les comtes de Champagne, qui assument la seigneurie de Bussy du XIe au XIVe siècle puis la transmettent à la Couronne, la comtesse-reine Jeanne de Champagne-Navarre (1273-1305) ayant épousé le roi Philippe IV le Bel.
Au XIIe siècle, Bussy-le-Château est, dans le comté de Champagne, l'une des vingt-six châtellenies-prévôtés tenues en fief de l'empereur, du roi de France, du duc de Bourgogne, de l'abbé de Saint-Denis, des archevêques de Reims et de Sens et des évêques de Châlons et de Langres.
Un roi Valois du XIVe siècle, sans doute Charles V ou Charles VI, donne Bussy/Buxi à Béraud II dauphin d'Auvergne (1333-1399 ; dauphin et comte de Clermont en 1356), en remerciement de sa fidélité pendant la Guerre de Cent ans : il fut otage en Angleterre pendant treize ans, après le traité de Brétigny de 1360 ; le 13 juillet 1392, Charles VI donne un an à Béraud II pour procéder à l'aveu et dénombrement féodal « des chasteaux, villes et chastellenies de Buxi-le-Chastel et Wanaut mouvans en fié de nous à cause de notre chastel de Sainte-Manehould » (Vanault jouxte d'ailleurs un autre Bussy !).
Bussy passe ensuite à des descendants de Béraud II et de sa troisième femme Marguerite (vers 1355-1418), comtesse de Sancerre : leur fille Marie d'Auvergne épouse en 1400 Guillaume IV de Vienne (vers 1362-1437 ; 3), seigneur de Saint-Georges et Seurre, de Sainte-Croix, d'Arc-en-Barrois, et de Buxy. Leur fils Guillaume V de Vienne (1401-1456) est dit de Bussy, mais le fief de Bussy ne résiste pas au naufrage financier de cette branche de la Maison de Vienne, très endettée. Faisant partie de la liquidation partielle des biens des Vienne-St-Georges et Ste-Croix, Bussy repasse à la Couronne.
Bussy, avec Vanault[réf. à confirmer], réapparaît de manière certaine aux mains de la maison de Chaumont d'Amboise dans la deuxième moitié du XVe siècle, avec Jean (IV) d'Amboise-Chaumont (1440-1516) sire des Bordes et de Bussy-le-Château, Reynel (par échange avec son neveu Charles II), Vavray-le-Grand et -le-Petit (pas loin au sud de Bussy-le-Château et de Vanault), auteur de la branche de Bussy d'Amboise (prolongée ensuite en lignée féminine par les Clermont-(Gallerande) d'Amboise, dont le fameux brave Bussy), fils de Pierre et d'Anne de Bueil dame d'Aubijoux (fille de Jean IV de Bueil et de Marguerite d'Auvergne-Sancerre, la dernière fille du dauphin Béraud II et la propre sœur benjamine de Marie d'Auvergne !), frère de Charles Ier de Chaumont et du cardinal Georges, marié en 1474 à Catherine de St-Belin, dame de Saxefontaine et riche héritière en Champagne, Bassigny, Lorraine ou Barrois notamment par la succession de son grand-père maternel Robert de Baudricourt, † 1454, sire de Baudricourt, Blaise et Sorcy, le célèbre capitaine de Vaucouleurs qui donna sa chance à Jeanne d'Arc en 1429. Or en juillet 1444 Robert de Baudricourt fait hommage au roi d'un fief nommé Bussy ou Buxy, qu'on ne situe pas vraiment : ne serait-ce pas notre Bussy-le-Château, qu'aurait aussi transmis aux Clermont d'Amboise sa petite-fille Catherine de Saint-Belin (famille champenoise, originaire semble-t-il de Biesles) ? Cela dit, rien n'est certain et l'on remarque aussi que Pierre de Chaumont d'Amboise, le père de Jean (IV), était déjà seigneur d'un fief nommé Bussy : si c'est Bussy-le-Château (et l'on pourrait imaginer une transmission par les  d'Auvergne-Sancerre), l'hypothèse précédente est invalidée, Jean (IV) tiendrait Bussy de son père, pas de sa femme Catherine ; mais pour certains, le Bussy paternel serait en fait en Berry...
Toujours est-il qu'aux XVIe siècle et XVIIe siècle, la seigneurie de Bussy-le-Château, ainsi que les seigneuries de Reynel, Choiseul, Lafauche, Vavray-le-Grand, Blaise, Vignory, Sexfontaines, faisaient partie de l'apanage de la famille d'Amboise.
La seigneurie de Bussy-le-Château fut élevé au rang de marquisat par lettre du mois de janvier 1699 en faveur de Jean-Baptiste d'Arnolet de Lochefontaine, président à la cour des Monnaies de Paris. Il obtint une augmentation de fief avec union de La Chapelle, Cheppe et Cuperly en juillet  1703, mais il mourut en 1706, ne laissant que des filles.
En 1770, Bussy-le-Château est tenu par la famille Cappy.
Un hôpital de guerre y était présent lors de la Première Guerre mondiale, à l'extérieur du village, entre les routes menant à Saint-Rémy-sur-Bussy et Courtisols, ainsi qu'une voie ferrée assurant le transport des troupes.

## Politique et administration

### Intercommunalité
La commune, antérieurement membre de la communauté de communes de la Région de Suippes, est membre depuis le 1er janvier 2014 de la communauté de communes de Suippe et Vesle.
En effet, conformément aux prévisions du schéma départemental de coopération intercommunale (SDCI) de la Marne du 15 décembre 2011,, les communautés de communes CC de la région de Suippes et CC des sources de la Vesle ont fusionné le 1er janvier 2014 afin de former la nouvelle communauté de communes de Suippe et Vesle.

### Liste des maires
| Période                                  | Période               | Identité                | Étiquette | Qualité |
| ---------------------------------------- | --------------------- | ----------------------- | --------- | ------- |
| Les données manquantes sont à compléter. |                       |                         |           |         |
| avant 1835                               | après le 14 août 1839 | Jacquet-Létaudin        | sans      |         |
| avant 1876                               | après 1877            | Bouvy ou Bouvry         |           |         |
| 1890                                     |                       | Augustin Prosper Bablot | sans      |         |
| 1891                                     | 1899?                 | Louis Félix Oudard      | sans      |         |
|                                          | 1906                  | Cyrille Sophrone Laloua | sans      |         |
| 1907                                     | 1912                  | Ernest René Gautier     | sans      |         |
|                                          |                       | Collard                 | sans      |         |
|                                          |                       | Georges Notret          | sans      |         |
| Les données manquantes sont à compléter. |                       |                         |           |         |
|                                          | 1965                  | Albert Musset           | sans      |         |
| 1965                                     | 1987?                 | Daniel Godard           | sans      |         |
| 1987?                                    | juillet 2003          | Hubert Laloua           | sans      |         |
| juillet 2003                             | 2014                  | Jean-Marie Godart       | sans      |         |
| 2014                                     | décembre 2014         | Gilles Gossart          |           |         |
| décembre 2014                            | décembre 2018         | Jean-Marie Godart       |           |         |
| 2019                                     | En cours              | Jean-Luc Galichet       |           |         |

## Population et société

### Démographie
L'évolution du nombre d'habitants est connue à travers les recensements de la population effectués dans la commune depuis 1793. Pour les communes de moins de 10 000 habitants, une enquête de recensement portant sur toute la population est réalisée tous les cinq ans, les populations de référence des années intermédiaires étant quant à elles estimées par interpolation ou extrapolation. Pour la commune, le premier recensement exhaustif entrant dans le cadre du nouveau dispositif a été réalisé en 2004.

En 2022, la commune comptait 184 habitants, en évolution de +8,88 % par rapport à 2016 (Marne : −1,19 %, France hors Mayotte : +2,11 %).
| 1793 | 1800 | 1806 | 1821 | 1831 | 1836 | 1841 | 1846 | 1851 |
| ---- | ---- | ---- | ---- | ---- | ---- | ---- | ---- | ---- |
| 376  | 386  | 370  | 400  | 402  | 400  | 423  | 423  | 418  |

| 1856 | 1861 | 1866 | 1872 | 1876 | 1881 | 1886 | 1891 | 1896 |
| ---- | ---- | ---- | ---- | ---- | ---- | ---- | ---- | ---- |
| 391  | 354  | 354  | 343  | 333  | 323  | 298  | 288  | 298  |

| 1901 | 1906 | 1911 | 1921 | 1926 | 1931 | 1936 | 1946 | 1954 |
| ---- | ---- | ---- | ---- | ---- | ---- | ---- | ---- | ---- |
| 287  | 264  | 262  | 233  | 273  | 241  | 243  | 200  | 209  |

| 1962 | 1968 | 1975 | 1982 | 1990 | 1999 | 2004 | 2006 | 2009 |
| ---- | ---- | ---- | ---- | ---- | ---- | ---- | ---- | ---- |
| 227  | 266  | 223  | 216  | 195  | 178  | 169  | 162  | 164  |

| 2014 | 2019 | 2022 | - | - | - | - | - | - |
| ---- | ---- | ---- | - | - | - | - | - | - |
| 165  | 175  | 184  | - | - | - | - | - | - |

### Manifestations culturelles et festivités
La fête patronale du village se déroule le week-end qui suit la Saint-Luc le 18 octobre. Traditionnellement, quelques manèges forains sont présents et la fanfare de Suippes interprète des œuvres variées des répertoires classique et contemporain.
Une course cyclo-pédestre "bike and run" a lieu depuis 2009 chaque année au mois de mai, organisée par La Pédale Suippase. Elle rencontre un succès croissant au fil du temps. Son parcours traverse le village en longeant certains des mottes féodales et traversant la rivière : on peut l'effectuer dans sa presque intégralité toute l'année.

## Économie
La plus grande part des habitants du village tire ses revenus de l'agriculture (blé, orge, colza, pois, luzerne, betteraves, pommes de terre, carottes, et dans le passé tabac, maïs, tournesol, lentilles...). Quelques-uns sont également éleveurs de bovins.
Un légume local, la boulette de Bussy, est une variété de navet reconnue pour sa finesse et cuisinée notamment au restaurant étoilé "Les Crayères" à Reims.
Il est possible de séjourner à Bussy-le-Château en chambres d'hôtes.
Il n'y a aucun commerce.

## Culture locale et patrimoine

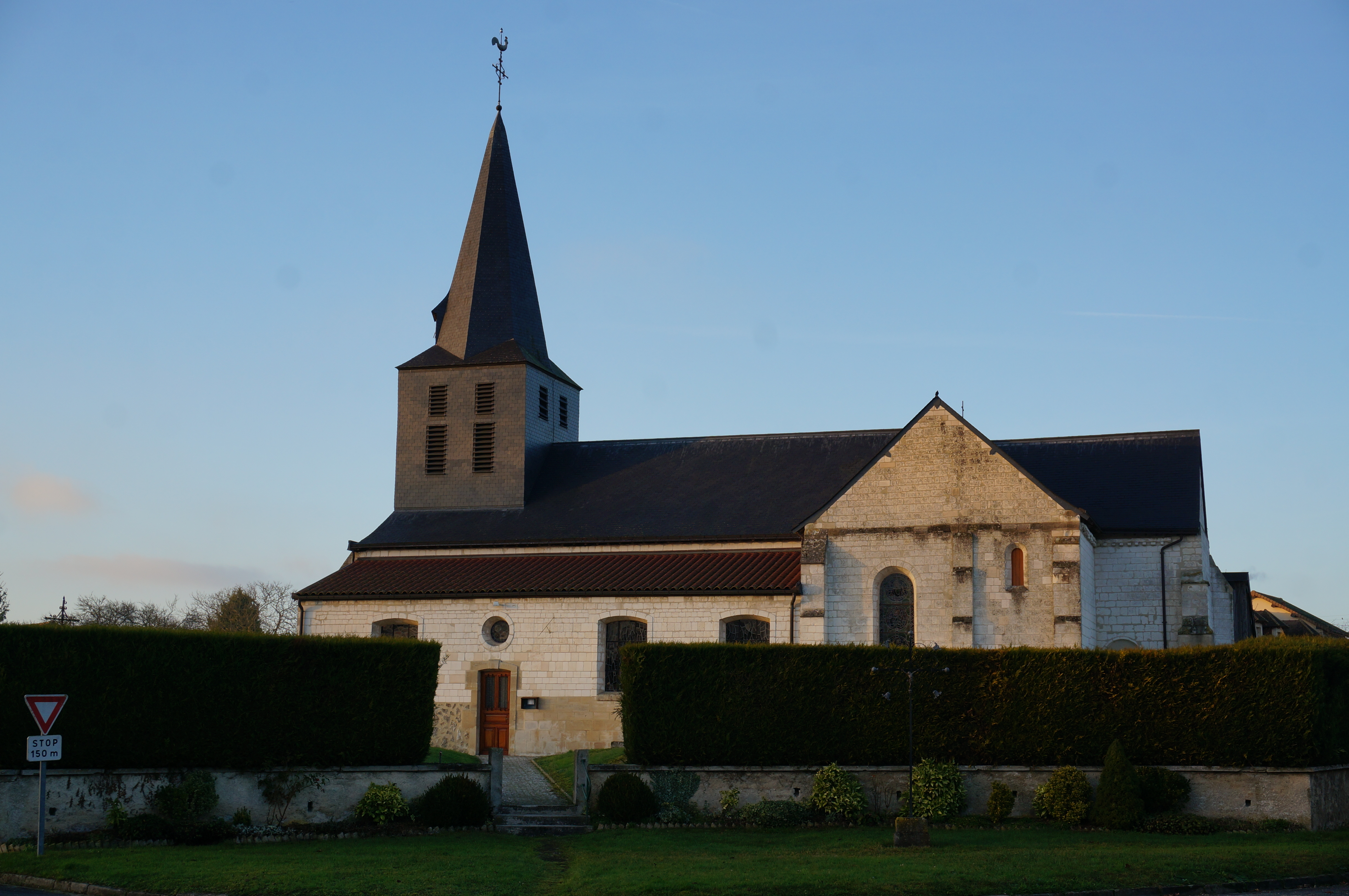
L'église.

### Lieux et monuments
La commune compte cinq mottes (que les habitants appellent fautivement tumuli (pluriel de tumulus) : ces mottes ne sont pas funéraires) sur son territoire, dont trois relativement intactes, alignées le long de la rivière. Elles ont donné au village l'appellation de Bussy-les-Mottes.
Voici leurs noms:
- La première des cinq mottes à l'ouest est le château Tholengo, dit Lebel.
- La seconde, plus grosse, dit la Grosse Tour, ouvrage des Romains, a été achetée le 5 décembre 1863, pour le compte du département, comme un monument historique et commémoratif de la bataille de Mauriac (La Cheppe), où Attila fut vaincu par l'armée romaine coalisée, en 451. Cette motte serait l'œuvre des Romains selon l'auteur (ce qui est faux).
- La troisième, dite la petite Tour, aurait été faite par les Wisigoths qui secondés par les Alains, avaient le plus contribué à la délivrance du pays.

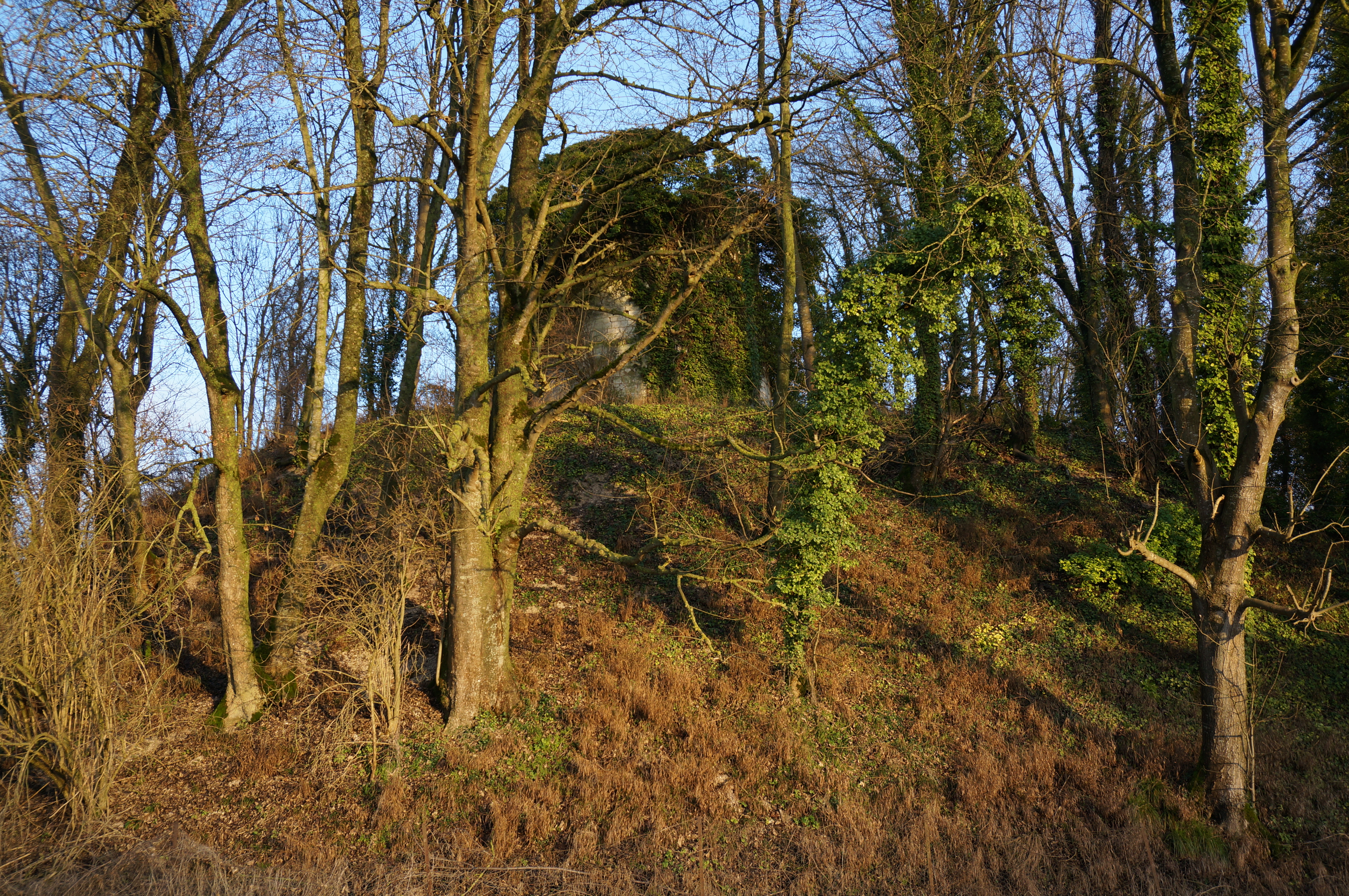
Le tumulus au moulin.

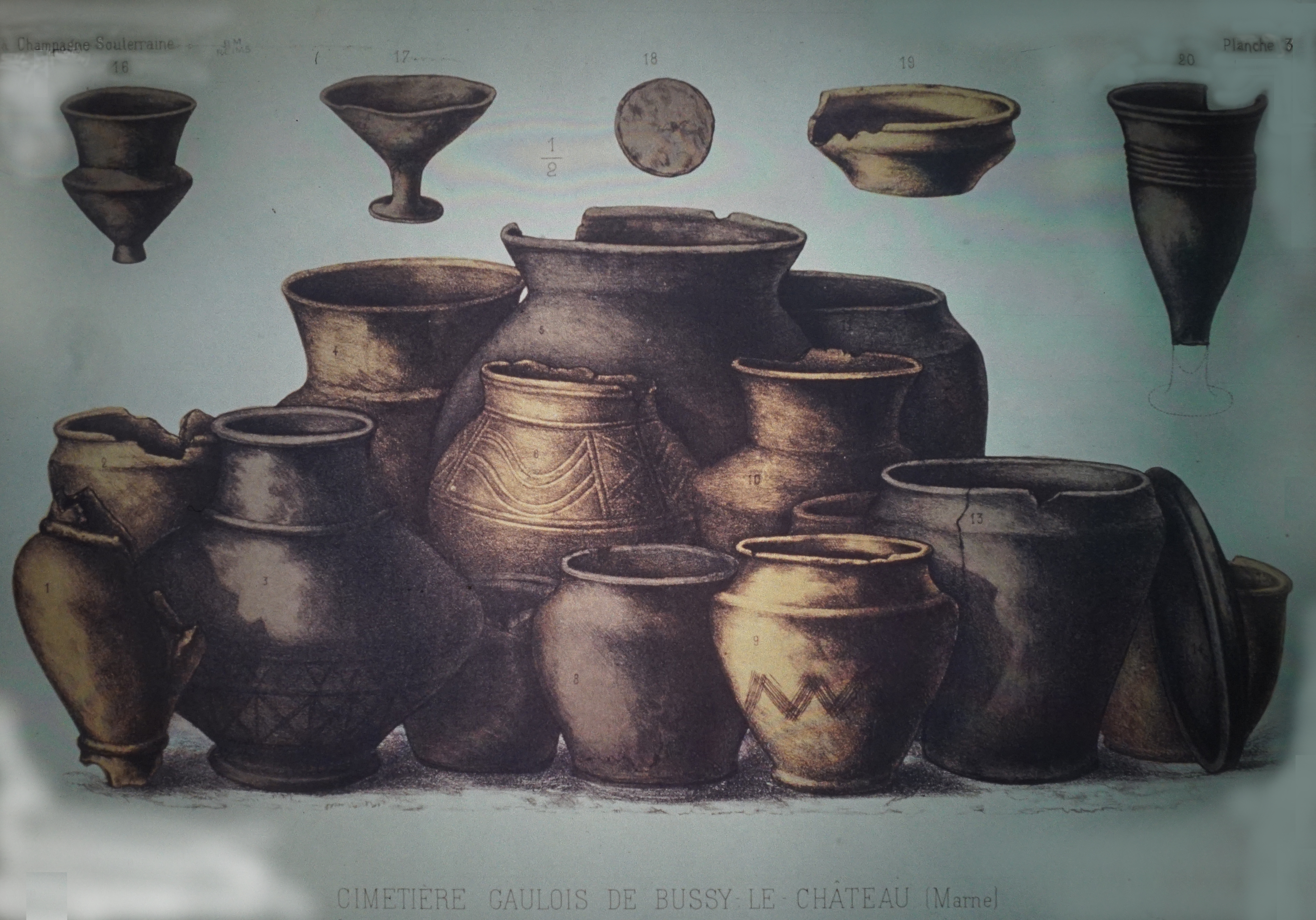
Résultat de fouilles.

- La quatrième, dit la Voisaiterie, est en partie disparue et mise en culture.
- La cinquième, dit le Châtel, aurait été érigé par les Bourguignons ; elle était la plus volumineuse. On a bâti un moulin à vent sur le milieu de son cône aplati (avec dit-on des pierres du château dont il ne reste aucune trace), encore visible malgré la végétation qui l'a envahi. C'est sur cette motte que le jour de Pâques voyait se dérouler un rituel : certains hommes du village, jeunes en général, y venaient en sortant de la messe, buvaient une bouteille entière de vin rouge, à la romaine (c'est-à-dire sans que le goulot ne touche les lèvres) et d'une traite, puis s'essayaient à casser cette bouteille en la jetant en bas de la butte, sur la terre meuble du chemin. L'entreprise étant fort peu simple, ils devaient s'y reprendre à plusieurs fois, les montées et descentes de la butte ainsi que l'alcool, ne favorisant pas la réussite à ce jeu. Le jeu a pris fin après que les Ponts-et-Chaussées ont prétexté d'une dégradation de la voie carrossable pour le faire interdire[38].

À l'est de cette dernière motte sont les fossés d'un ancien château.
Le plus ancien oratoire recensé dans la Marne se trouve à Bussy-le-Château, à la sortie ouest du village. Dédié à saint Nicolas, une inscription indique : "à la gloire de dieu rétabli par les soins de Jacquet-Létaudin Maire de Bussy et de Bablot-Jacquet son gendre 1835"

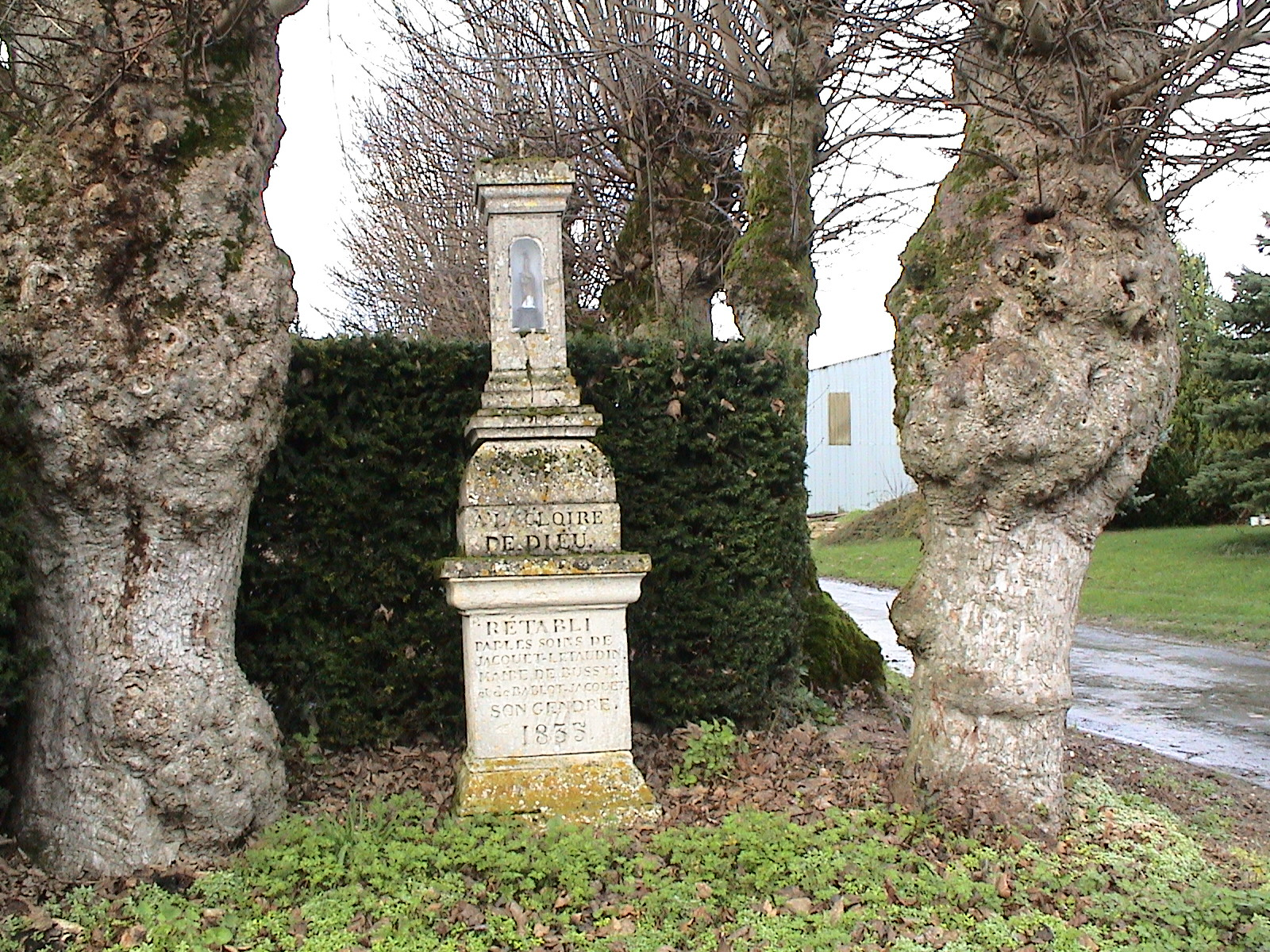
Oratoire de Saint-Nicolas.

Le village hébergea un hôpital de guerre entre les routes qui mènent à Courtisols et Saint-Remy-sur-Bussy, ainsi qu'un cimetière militaire de la première guerre mondiale : composé de quelques centaines de tombes de soldats dans la rue qui s'appelle désormais "rue du Rouillon", ses sépultures ont été transférées à Sommepy-Tahure dans les années 1950.
Il est fait mention d'un passage du 294e Régiment d'Infanterie à Bussy-le-Château.
La commune ne compte aucun commerce, bien qu'elle connut dans le passé une boucherie, une boulangerie et plusieurs cafés.
Son école communale, située dans les locaux de la mairie, est fermée depuis 2005 : les enfants se rendent à l'école du groupement de commune, située à Saint-Rémy-sur-Bussy.
Le terrain de football est redevenu un champ cultivé.
Les messes, autrefois hebdomadaires en l'église du XIXe siècle du village, n'ont plus lieu depuis le décès du dernier curé du village, le Père Jean Colmart.

### Château d'eau
Un château d'eau de 23 mètres dans le ciel de Bussy-le-Château - L'adduction d'eau a été (aussi) inaugurée par les pompiers qui essayaient leurs lances.
Châlons-sur-Marne - Une haute construction toute blanche anime maintenant le petit village de Bussy-le-Château. commencé en juillet dernier, le château d'eau alimente toute la localité en eau potable tout au long des 2.500 mètres de canalisations qui serpentent dans le sous-sol. En outre, cinq bouches d'incendie ont été installées et serviront efficacement si le pire se produit.
Bussy-le-Château, petit village dynamique entend offrir un équipement nouveau et profitable à tous. En juillet dernier, l'éclairage public a été entièrement rénové.
L'adduction d'eau a été inaugurée vendredi après-midi. Entouré de son conseil municipal, le maire de la localité, Daniel Godart, eut le plaisir d'accueillir MM. Tintier, conseiller général, maire de Suippes ; Chardavoine, ingénieur d'arrondissement des Ponts et Chaussées ; Valentin, ingénieur des Ponts et Chaussées ; Monchalin, ingénieur du Génie Rural ; Prolat, ingénieur des travaux publics. On notait également la présence de M. Albert Musset, ancien maire de Bussy-le-Château, de l'abbé Colmar, curé de la paroisse et les entrepreneurs qui ont participé à la construction de l'ouvrage.
Tous se retrouvèrent près du château d'eau qui s'élance avec élégance, à 23 mètres de hauteur. Plusieurs visiteurs grimpèrent les échelles qui conduisent à la cuve dont la capacité est de 200 m3 avec une réserve d'incendie de 50 m3. En regagnant le village, chacun eut l'occasion de constater le bon fonctionnement de l'adduction d'eau : des pompiers en uniforme actionnaient des lances à incendie.
Au cours de l'amicale réception qui suivit à la mairie, M. Godart adressa ses remerciements aux personnes présentes, aux entrepreneurs et aux organismes qui ont permis cette réalisation, soulignant l'effort que fit tout particulièrement le Département. M. Tintier se déclara très heureux d'être présent dans un village où une construction vient de s'achever. Il devait ensuite accomplir une sympathique mission, celle de remettre la médaille du mérite agricole à M. Pierre Gautier, agriculteur, ancien adjoint au maire.
Un vin d'honneur termina agréablement cette inauguration."

### Personnalités liées à la commune
- Jean IV d'Amboise, né vers 1440, et mort le 18 avril 1516, à l'origine de la branche des Bussy d'Amboise.
- Jacques d'Amboise, seigneur de Bussy, fils de Jean IV d'Amboise. Meurt au début du XVIe siècle dans les guerres d'Italie
- Louis d'Amboise, seigneur de Bussy (1549-1579), arrière-petit-fils de Jean IV d'Amboise
- Jacques de Clermont-d'Amboise, né vers 1525, décédé en 1587.

## Galerie

Vues aériennes de Bussy-le-Château - Source et dates inconnues
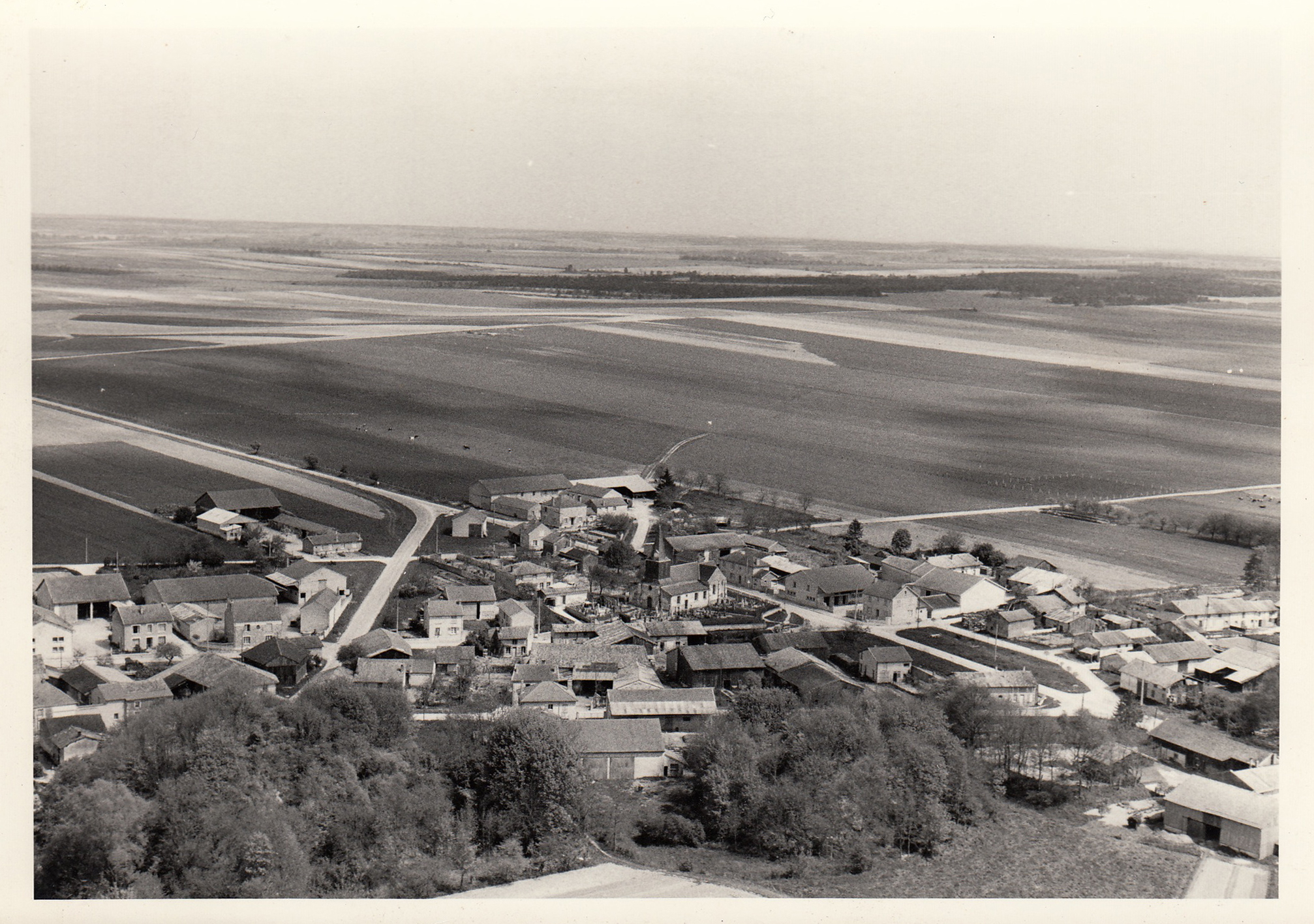
Bussy-le-Château - vue d'ensemble.
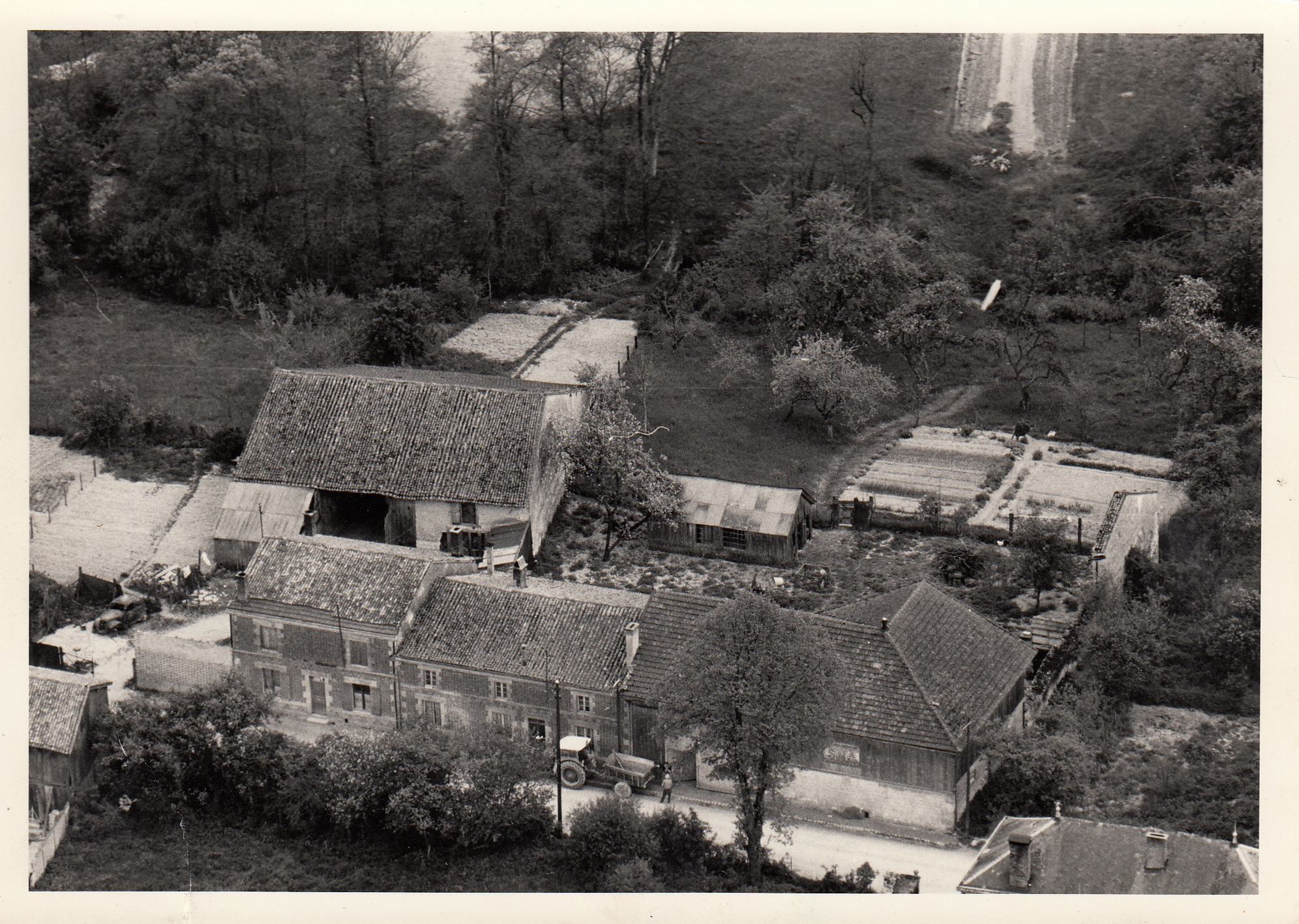
Bussy-le-Château.
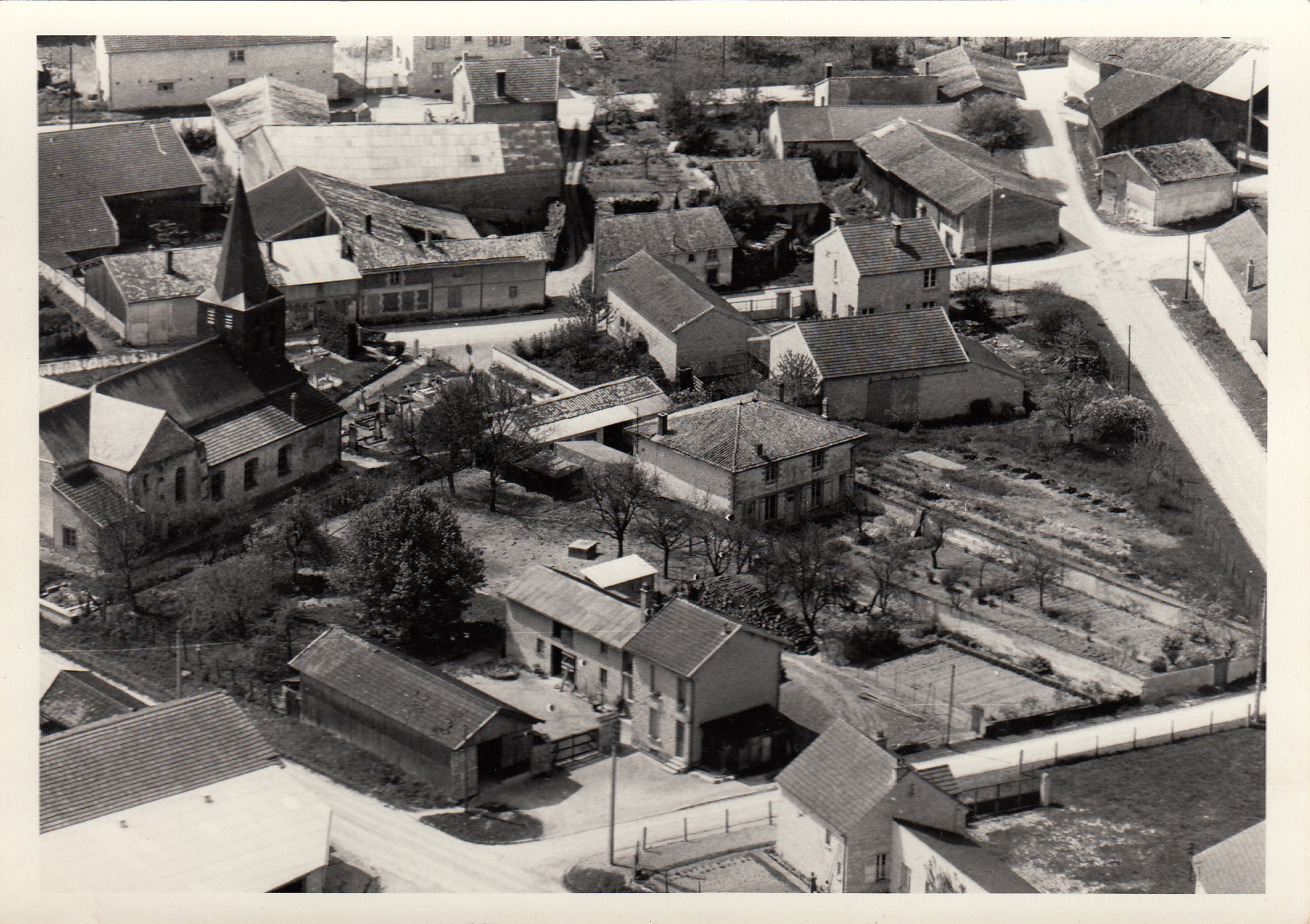
Bussy-le-Château.
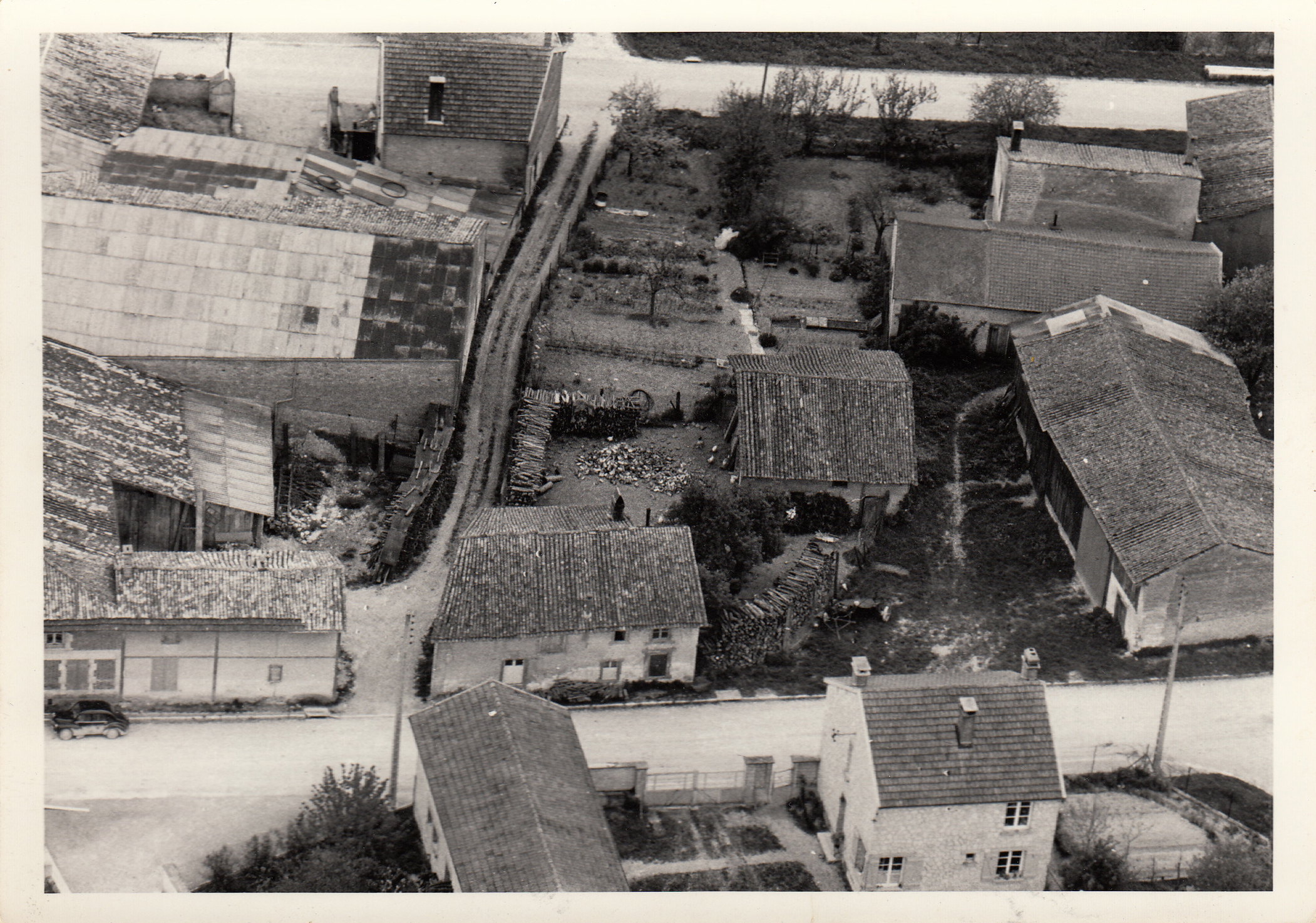
Bussy-le-Château.
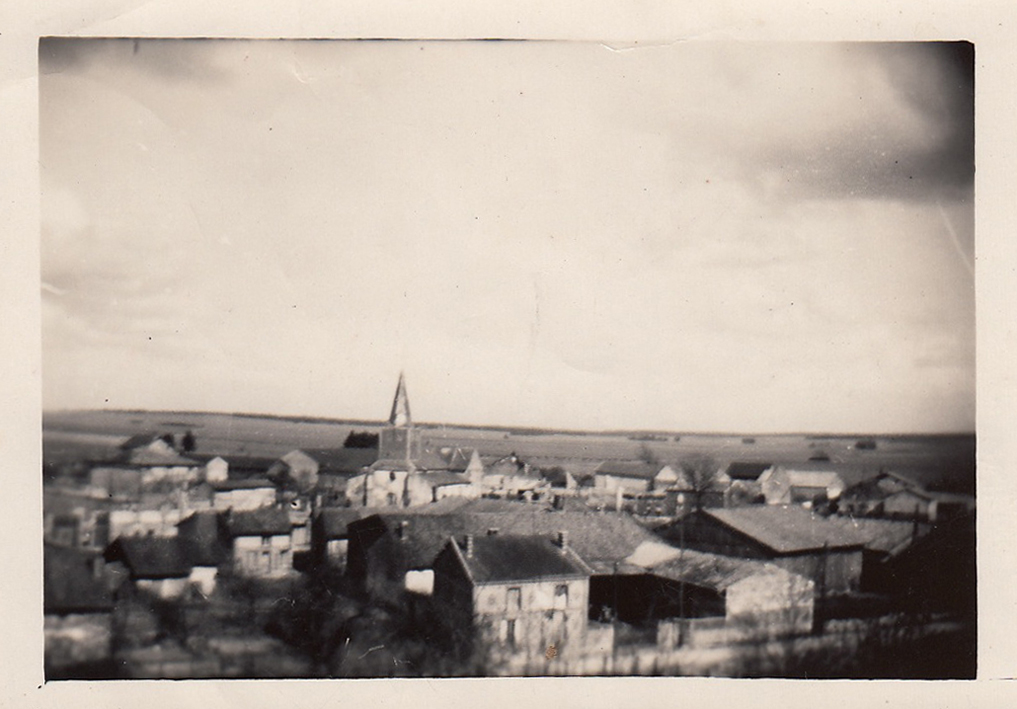
Bussy-le-Château vue de la butte.
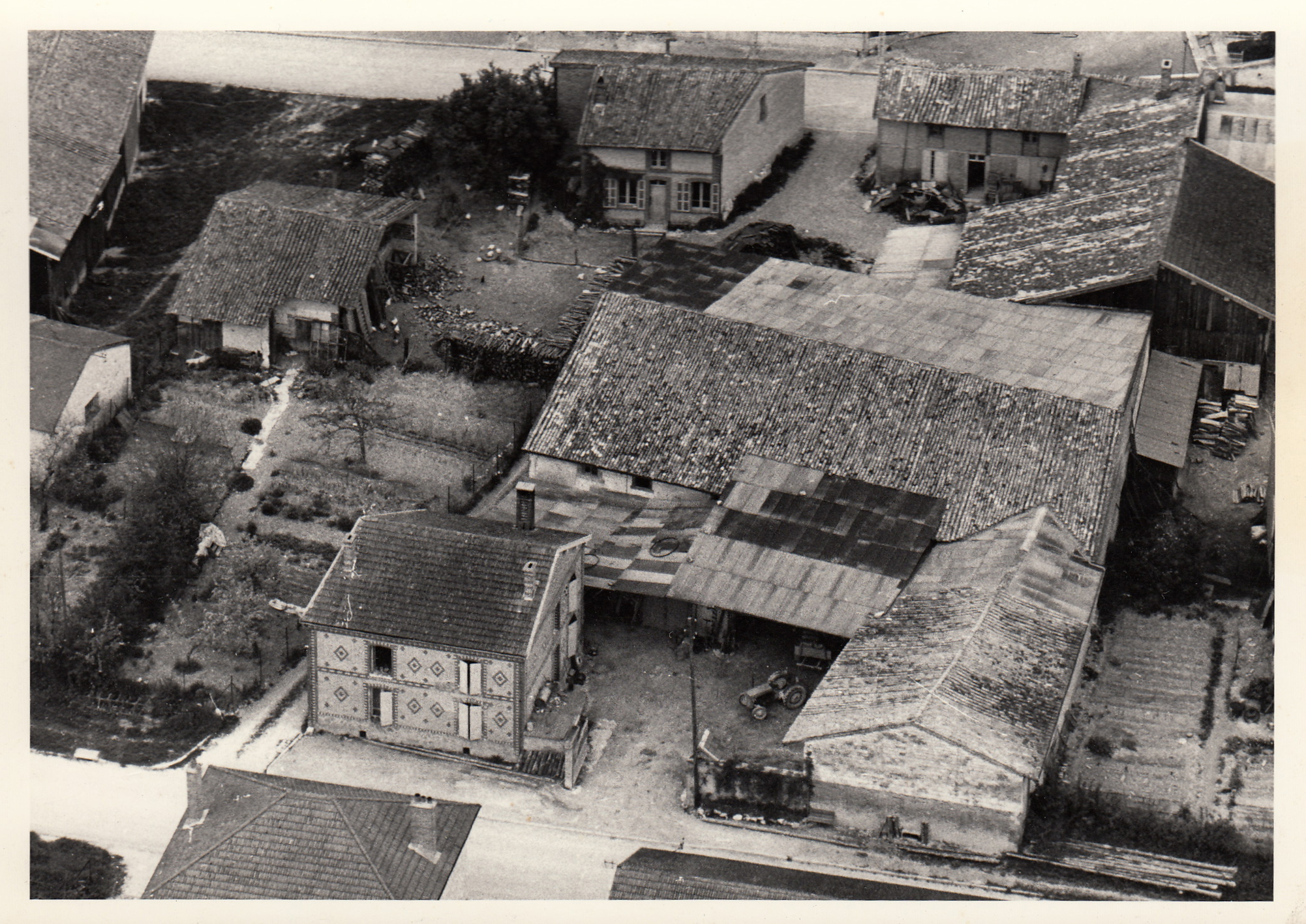
Bussy-le-Château - une ferme.